# 滋贺县立短期大学
滋贺县立短期大学（日语：／ Shiga Kenritsu Tanki Daigaku *），简称县短，是过去一所位于日本滋贺县彦根市的公立短期大学。

## 概要

### 简介
- 学校最早可以追溯到1944年[3]。短期大学为于1950年开办[4]、由滋贺县经营。招生到2002年、停办于2005年[4][5]。

### 历史
- 1950年 滋贺县立短期大学成立并同时设置两个学科、以下列举。
  - 文艺科（改编为文科于1951年。招生到1952年、停办于1954年）
  - 工业科
- 1951年 工业科改编为三个学科、以下列举。
  - 化学染织科
  - 机械纺织科
  - 建筑科
- 同年家政科成立。
- 1956年 农业科成立[5]。
- 1958年 两个学科成立、以下列举[5]。
  - 农业经济科
  - 保育科
- 1963年 两个学科改名为、以下列举[5]。
  - 机械纺织科→机械科
  - 化学染织科→工业化学科
- 1964年 食物科成立[5]。
- 1968年 家政科分离为两个专攻、以下列举[5]。
  - 家政专攻
  - 服装专攻[注 3]
- 1970年 八个学科改名为、以下列举。
  - 机械科→机械工学科
  - 建筑科→建筑学科
  - 家政科→家政学科
  - 食物科→食物学科
  - 保育科→幼儿教育学科
  - 农业科→农学科
  - 农业土木科→农业土木学科
  - 农业经济科→农业经济学科
- 1971年 护理学科成立[4]。
- 1988年 护理学科改编为两个学科、以下列举[5]。
  - 第一护理学科（改编为护理学科于1990年）
  - 第一护理学科（次年停止招生、正式停办于1990年）
- 1994年 除护理学科以外的九个学科招生最后、次年停止招生（正式停办于1996年3月29日[5]）。
- 2002年 短期大学招生最后、次年停止招生（正式停办于2005年4月26日[5]）。

## 学校环境
- 彦根校区：在了滋贺县彦根市、有农学科、农业土木学科、农业经济学科除以外
- 草津校区：在了滋贺县草津市、有农学科、农业土木学科、农业经济学科

## 历任校长
- 川村多实二：第一代短期大学校长[6]。

## 组织

### 学科
- 护理学科

| - 没有 |

| - 没有 |

| - 没有 |

| - 没有 |